# Александр Николаев (большой десантный корабль)
«Александр Николаев» — большой десантный корабль проекта 1174 (шифр «Носорог»), (по кодификации НАТО — Ivan Rogov class).
Заложен на Прибалтийском судостроительном заводе «Янтарь» в Калининграде под заводским номером 102 в марте 1976 года. При строительстве корабль был назван в честь вице-адмирала А. А. Николаева. Спущен на воду осенью 1982 года, введён в состав Тихоокеанского флота 30 декабря 1982 года.

## История разработки
К разработке нового БДК, получившим проектный номер 1174, приступили на Невском ПКБ в сентябре 1964 года взяв за основу БДК проекта 1171. Главным конструктором стал Милованов П. П., наблюдающий от ВМФ капитан 2-го ранга А. В. Бехтерев. Новый БДК предназначался для десантирования техники в составе первого эшелона десанта на побережье с тяжёлым рельефом (малым уклоном) грунта, в условиях противодействия противника. Для сокращения времени общего проектирования, отдельные конструкции нового БДК создавались также в ЦНИИ имени академика Крылова А. Н. и 1-м ЦНИИ Министерства обороны СССР. ЦКБ-17 было поручено доработать его в направлении увеличения скорости и провести, совместно с ЦНИИ-45, тактико-технический и экономический анализ с рассмотрением различных вариантов БДК проекта 1174 в сопоставлении с кораблём проекта 1171 для оценки их боевых возможностей и выбора оптимального направления для дальнейшего проектирования корабля. Так эскизный проект был готов в октябре 1965 года. Были внесены изменения в конструкцию после отработки форм обвода корпуса в опытовом бассейне: появились носовой бульб, заострение в носовой части ватерлинии, создан конструктивный дифферент на корму. Окончательный технический проект был утвержден в мае 1968 года.
Строительство новых БДК было поручено Прибалтийскому судостроительному заводу «Янтарь».
«Крёстной матерью» корабля стала дочь главного конструктора. В каюте командира корабля хранилась пробка от бутылки шампанского, разбитой по обычаю о борт при «крещении».

## Конструкция
БДК «Александр Николаев» представляет собой многопалубный корабль океанской зоны длиной 157 метров и шириной 23,8 метра, с полубаком и развитой кормовой надстройкой. БДК предназначен для транспортировки и высадки как на оборудованное, так и необорудованное побережье с условием минимального уклона дна 2-3 градуса — в зависимости от общей массы принятого на корабль полезного груза, а также при глубине брода на ноке сходни не более 1,2 метра сил десанта с боевой техникой. Способен десантировать плавающую технику — на воду, а отряды морской пехоты с оружием на вертолётах. Для вертолетов на верхней палубе есть две взлётно-посадочные площадки и ангар, размещённый в надстройке между ними. В носовой его части имеется танковый трюм, а в кормовой — заполняемая водой доковая камера с установленными на площадке в передней части доковой камеры шпилями типа Ш-3. Стапель-палуба расположена на один твиндек ниже танковой палубы, расстояние от стапель-палубы до нижней точки подволока доковой камеры около 10 метров. Водоизмещение стандартное, без десанта, боевой техники и плавсредств — 8260 тонн, а при взятых на борт десанте, боевой технике и плавсредствах в доковой камере — 11580 тонн, водоизмещение полное при загруженном десанте и плавсредствах в доковой камере составляет 14060 тонн, нормальная осадка 5,0 метра, максимальная 6,7 метра. Для погрузки техники с пирса при швартовке кормой, а также для приёма в доковою камеру плавсредств и выгрузки их из неё в транце имеется лацпорт с откидным герметическим закрытием, которое в опущенном положении служит сходней для прохода техники. Перемещение техники по кораблю осуществляется тремя сходнями с гидравлическими приводами. Одна расположена между доковой камерой и танковым трюмом, две другие — между верхней и танковой палубами. Носовое высадочное устройство включает носовые ворота и выдвижную сходню длиной около 32 метров, в походном положении она находится под верхней палубой и выдвигается с помощью гидравлического привода. В отличие от головного корабля, с левого борта, на месте командирского «Стрижа» располагался рабочий катер. Личный состав десанта размещается в нескольких кубриках и четырёхместных офицерских каютах. Экипаж БДК составляет 37 офицеров и 202 матроса.

### Десантные возможности

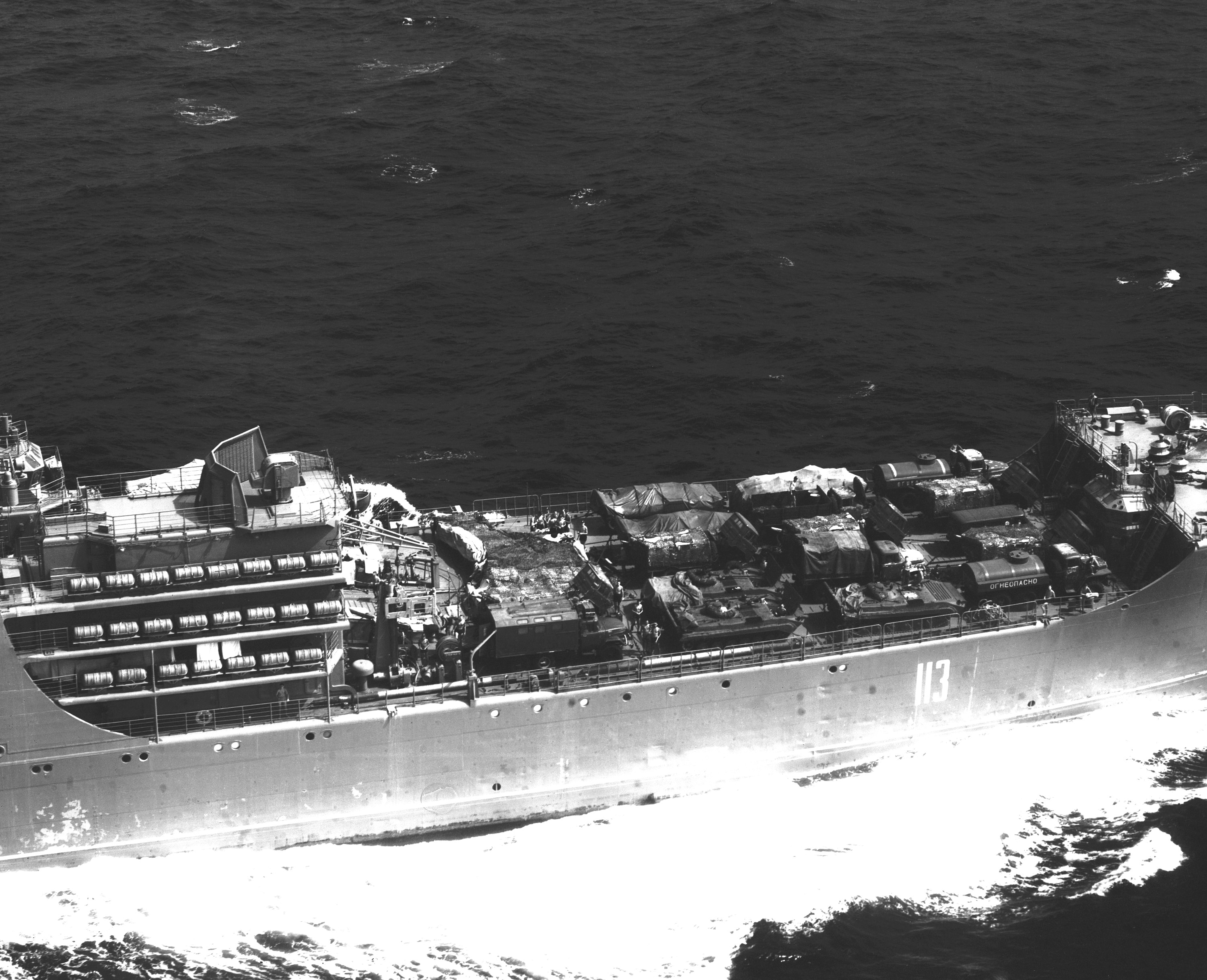
Размещение техники на палубе

БДК способен перевезти без десантных катеров 46 основных боевых танков, либо до 79 БТР и БМП, либо до 120 грузовых автомобилей. С десантными катерами может доставить 23 средних танка или до 40 единиц бронетехники. Размеры танкового трюма 54×12×5 метров. Для выгрузки неплавающей техники без подхода к берегу в доковую камеру может быть принято 6 десантных катеров проекта 1785 «Т-4» или проекта 1176 «Акула», либо 3 десантных катера проекта 11770 «Серна», или катера на воздушной подушке проекта 1206 «Кальмар», или 2 проекта 21820 «Дюгонь», или до 10 малых плашкоутов. Размеры доковой камеры 75×12×10 метров. Десантовместимость — 500 человек. Общая вместимость 1730 тонн груза. На корабле могут базироваться 4 транспортно-боевых вертолета Ка-29, способных принимать по 16 десантников каждый, или по одной группе инженерной разведки. Возможно размещение и вертолетов других типов — поисково-спасательных или противолодочных Ка-27, а также вертолетов РЛДН Ка-31.

### Вооружение
- Две ПУ ЗИФ-122 зенитно-ракетного комплекса «Оса-МА» (20 ЗУР 9М33) — РЛС УЗРО 4Р-33А
- Одна ПУ НУРС МС-73 на 40 ракет 122 мм РСЗО А215 «Град-М»8 пакетов (320 выстрелов) — ПУС «Гроза-1171»
- Одна спаренная 76 мм артиллерийская установка АК-726 (1200 выстрелов) — СУ МР-105 «Турель»
- Четыре 30 мм артиллерийские установки АК-630 (16000 выстрелов) — две СУО МР-123А «Вымпел-А»
- Четыре турельные пусковые установки МТ-4 ЗРК «Стрела-3» на 4 ракеты (16 ракет 9М36)

### Радиотехническое вооружение
- РЛС общего обнаружения МР-310 «Ангара»
- РЛС РЭБ МП-401 «Старт»
- НРЛС «Волга»
- Радиопеленгатор «Румб»
- Противодиверсионная ГАС МГ-7
- Аппаратура опознавания
- Пассивные системы РЭБ
- Средства радиосвязи

### Силовая установка
Главная энергетическая установка включает два агрегата М-12А с газотурбинными двигателями серии ДТ-59 по 18000 л. с. ГЭУ размещена эшелонно в двух бортовых отсеках, а вспомогательные механизмы располагаются между ними под стапель-палубой.
Движителем являются два винта фиксированного шага. Скорость полного хода до 23 узла, при одновременном обеспечении хороших высадочных характеристик. Дальность плавания на 18 узлах при нормальном запасе топлива составляет 4000 миль, при максимальном запасе топлива 7300 миль. На скорости в 14 узлов корабль способен преодолеть 12500 миль.
Источниками электроэнергии служат 4 дизель-генератора типа 22ДГ по 800 кВт Коломенского завода. Для пуска двигателей ДКВП есть резервный выпрямительный повторно-кратковременный агрегат ВАКЭП 140-70 ПВ.

## История службы
30 декабря 1982 года БДК «Александр Николаев» включён в состав Тихоокеанского флота в 22-ю дивизию морских десантных сил (ДМДС) с базированием на остров Русский (в/ч 78361, бухта Иванцова).
В 1982 принял участие в учениях Запад 82 на Балтийском море.
С 17 октября 1983 года по 27 февраля 1984 года БДК «Александр Николаев» вместе с ТАВКР «Новороссийск» совершил переход вокруг Европы, Африки и Азии во Владивосток, посетив с визитами порты Луанда (Ангола) и Мадрас (Индия). Также с официальным визитом 1 декабря 1983 года отряд кораблей зашел в порт Мапуту (Мозамбик). В 10:00 отряд кораблей в составе ТАВКР «Новороссийск», БПК «Николаев», БДК «Александр Николаев» и танкера «Память Ленина» стал на якоре на внешнем рейде. Визит продлился до 9 декабря 1983 года. Во время перехода с 18 по 20 декабря 1983 года прошло учение по встречному бою отряда кораблей в составе ТАВКР «Новороссийск», БПК «Николаев», БДК «Александр Николаев» с отрядом кораблей 8-й оперативной эскадры ВМФ в составе БПК «Таллин» и СКР «Разящий». Также во время перехода 21 декабря ТАВКР «Новороссийск» и БДК «Александр Николаев» в сопровождении БПК «Николаев», БПК «Таллин», СКР «Разящий» в обеспечении танкеров «Борис Бутома» и «Память Ленина» прибыли на рейд южного берега острова Сокотра (НДРЙ).
Зимой 1984 года принял участие в крупных учениях на Дальнем Востоке.
Осенью 1986 года прошли учения с высадкой десанта в устье реки Мерея на острове Сахалин под руководством капитана 1-го ранга Николая Кочергина. Учебная операция получила высокую оценку.
В 1988 году, в период ирано-иракской войны и во время американской операции «Буря в пустыне», в начале 1990 года БДК «Александр Николаев» вместе с другими кораблями обеспечивал безопасность танкеров и сухогрузов, выполнявших рейсы по Оманскому и Персидскому заливам.
Летом 1989 года учения на военном полигоне в районе мыса Клерка. В ноябре 1989 года — январе 1990 года вывез партию автотехники и 14 МИГ-23 из базы в Камрани.

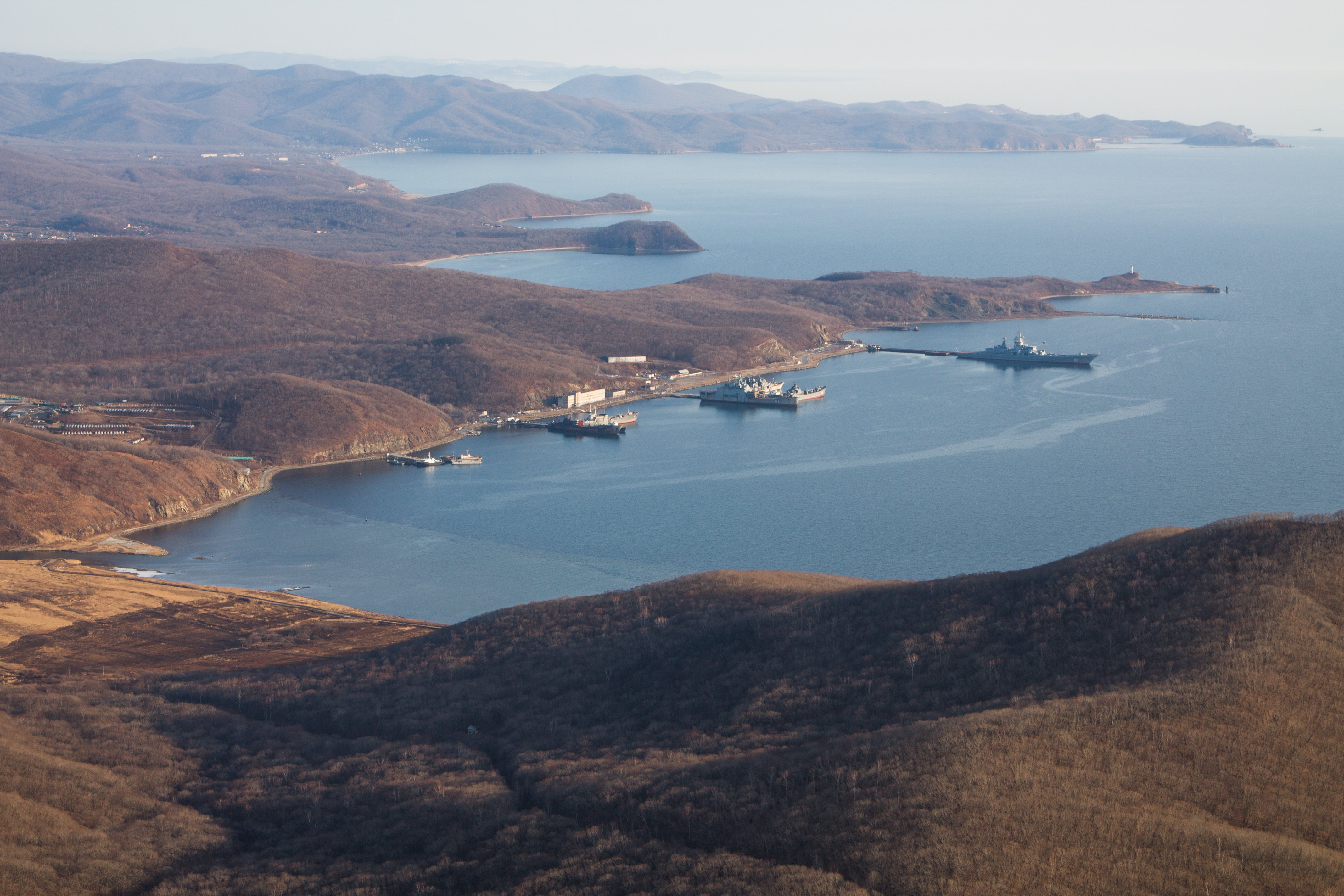
БДК «Александр Николаев» в бухте Абрек

За время службы были учебные высадки десанта под Владивостоком, в заливе Ольги, в Сахалинском Корсакове; доставка гражданской техники в удаленные районы Дальневосточного побережья.
БДК «Александр Николаев» переведён в резерв с 1997 года. Выведен из состава ВМФ 18 декабря 2006 года. По состоянию на январь 2015 года — находится в Фокино у пирса 100-й бригады десантных кораблей в бухте Абрек залива Стрелок
27 мая 2015 года появились сообщения, что прорабатывается вопрос восстановления и возвращения корабля в боевой состав ВМФ. В апреле 2016 года объявлен утилизационный тендер от Минобороны РФ.

### Бортовые номера
- С 1983 года по 1985 год — 110
- С 1985 года по 1985 год — 050
- С 1985 года по 1986 год — 084
- С 1986 года по 1987 год — 067
- С 1987 года по 1990 год — 074
- С 1990 года — 057[7]

### Командиры
- Капитан 3-го ранга Вакарин Юрий Алексеевич (первый командир)
- Капитан 1-го ранга Сорока Петр Захарович
- Капитан 2-го ранга, с 1989 года капитан 1 ранга В. В. Симович
- Капитан 1-го ранга Николаев Алексей Леонидович (1993—1997)